# Claude Wargnies
Pour les articles homonymes, voir Wargnies.
Claude Wargnies, né le 25 janvier 1938 à Quiévy et mort le 7 août 2024 à Paris,, est un homme politique français. Membre du PCF, il est député du Nord de 1978 à 1981.

## Biographie
Ouvrier mécanicien de profession, adjoint au maire de Caudry, il est élu député de la 17e circonscription du Nord lors des élections législatives de 1978, en battant au second tour le républicain indépendant sortant Jean Durieux.
Durant son mandat parlementaire, il est membre suppléant de l'Assemblée parlementaire du Conseil de l'Europe.
Candidat à sa réélection en 1981, il arrive cependant en troisième position et se retire au profit du socialiste Paul Moreau.